# Krystyn (wojewoda)
Krystyn (zm. 1217) – wojewoda płocki w służbie księcia Konrada Mazowieckiego. Był faktycznym dowódcą rycerstwa polskiego w zwycięskiej bitwie pod Zawichostem (1205). Na terenie Mazowsza skutecznie walczył z najeżdżającymi region Prusami i Jaćwingami, zyskując popularność wśród rycerstwa i ludności. Zginął zamordowany z rozkazu księcia Konrada, który obawiał się jego rosnącego znaczenia.

## Życiorys
Według późnośredniowiecznego (XV-wiecznego) przekazu Jana Długosza, będącego prawdopodobnie odbiciem ówczesnej ustnej tradycji rodowej, związany był z podsierpeckim Gozdowem. Prawdopodobnie pochodził z rodu Gozdawów.
W zwycięskiej bitwie pod Zawichostem 19 czerwca 1205 roku miał według Długosza dowodzić wojskami Kazimierzowiców – Leszka Białego i Konrada I. Po tym sukcesie, Krystyn został decyzją Konrada posłany na północne kresy księstwa mazowieckiego. Obszar ten był regularnie najeżdżany przez wojownicze plemiona pogańskich Jaćwingów i Prusów. Ich ataki, choć nie zagrażały bezpośrednio istnieniu dzielnicy Konrada, były kłopotliwe z punktu widzenia rozwoju gospodarczego księstwa. Próby chrystianizacji oraz odwetowe wyprawy nie przynosiły zamierzonego skutku.
Głównym celem Krystyna z Gozdawy stało się zabezpieczenie granic. Osiągał to poprzez budowę niewielkich gródków obronnych na pograniczu i osiedlanie tam rycerzy. Regularnie wizytował podległe sobie tereny, a w razie zagrożenia obejmował dowództwo. Stworzony przez Krystyna system obronny okazał się skuteczny. W ciągu dziesięcioletniej działalności zyskał poważanie i przydomek Tarczy Mazowsza. Chociaż Krystyn nazywany był wojewodą płockim, to zakres jego władzy obejmował obszar całego Mazowsza.
Śmierć Krystyna nastąpiła w 1217 roku, najpierw został on oślepiony (według Jana Długosza we wsi Kowale), a następnie uduszony w następstwie rozkazu Konrada I. Wydarzenie to pozostawało w ścisłym związku z wydarzeniami politycznymi (zmianami w zakresie sojuszy) książąt piastowskich z tego okresu.